# Wabasso (Minnesota)
Wabasso és una població dels Estats Units a l'estat de Minnesota. Segons el cens del 2000 tenia 643 habitants.

## Demografia
Segons el cens del 2000, Wabasso tenia 643 habitants, 271 habitatges, i 178 famílies. La densitat de població era de 314,3 habitants per km².
Dels 271 habitatges en un 31% hi vivien nens de menys de 18 anys, en un 56,1% hi vivien parelles casades, en un 5,9% dones solteres, i en un 34,3% no eren unitats familiars. En el 31,7% dels habitatges hi vivien persones soles el 17,3% de les quals corresponia a persones de 65 anys o més que vivien soles. El nombre mitjà de persones vivint en cada habitatge era de 2,37 i el nombre mitjà de persones que vivien en cada família era de 3,02.
Per edats la població es repartia de la següent manera: un 27,7% tenia menys de 18 anys, un 6,2% entre 18 i 24, un 26% entre 25 i 44, un 18,2% de 45 a 60 i un 21,9% 65 anys o més.
L'edat mediana era de 38 anys. Per cada 100 dones de 18 o més anys hi havia 96,2 homes.
La renda mediana per habitatge era de 35.972 $ i la renda mediana per família de 44.773 $. Els homes tenien una renda mediana de 30.625 $ mentre que les dones 20.139 $. La renda per capita de la població era de 20.013 $. Entorn del 5,1% de les famílies i el 8% de la població estaven per davall del llindar de pobresa.

## Poblacions properes
El següent diagrama mostra les poblacions més properes.